# Operation Oasis
Die Operation Oasis war 1947 eine britische Operation, um illegale Einwanderer aus Palästina in die europäischen Länder ihrer Abreise zurückzubringen. Erste und einzige Aktion war die Rückführung der Passagiere der Exodus. Durch die Weigerung der Passagiere, in Frankreich an Land zu gehen und den Beschluss der britischen Regierung, die Exodus-Passagiere in der Britischen Besatzungszone in Deutschland zu internieren, erhielt die Operation eine unvorhergesehene politische Tragweite, die bedeutende Auswirkungen auf das Ende des britischen Mandats in Palästina und auf die Gründung des Staates Israel hatte.

## Vorgeschichte
Das britische Weißbuch von 1939 begrenzte sehr drastisch die legale Einwanderung von Juden nach Palästina; es war damit einer der Auslöser der als Alija Bet bezeichneten illegalen Einwanderung. Bedingt durch den Zweiten Weltkrieg kam diese zwischen 1940 und 1945 nahezu zum Erliegen, lebte jedoch nach Kriegsende verstärkt wieder auf. Verschiedene jüdische Organisationen wie Jewish Agency, Mossad le Alija Bet, Hagana und der Palmach mit seiner Untergruppe Palyam organisierten die Flucht europäischer Juden und die illegale Einwanderung nach Palästina. Sie konnte dank starker finanzieller Unterstützung, vorwiegend durch amerikanische Juden, in großem Stil durchgeführt werden.
Die britische Mandatsverwaltung versuchte mit großem Aufwand, die illegale Einwanderung zu unterbinden. Aufgegriffene Flüchtlinge wurden deshalb in Internierungslagern, vorwiegend in Atlit, inhaftiert. Die Lage in den Internierungslagern in Palästina war zusätzlich angespannt, da durch die Auseinandersetzungen zwischen der britischen Mandatsmacht, jüdischen und arabischen Gruppierungen zahlreiche Bürger des Mandatsgebiets verhaftet wurden und in den Lagern einsaßen (siehe z. B. Operation Agatha). Um die Situation in Palästina zu entspannen und in der Hoffnung, damit den Strom der Flüchtlingsschiffe über das Mittelmeer einzudämmen, wurde mit der Regierungserklärung zur Deportation illegaler Einwanderer nach Zypern 1946 die Inhaftierung der Flüchtlinge auf Britisch-Zypern beschlossen. Entgegen den Erwartungen hatte diese „Operation Igloo“ genannte Aktion keinen Einfluss auf den Flüchtlingsstrom. Stattdessen wurden zunehmend sehr große Flüchtlingsschiffe mit Platz für weit über 1000 Passagiere eingesetzt, was die Zahl der Einwanderer noch weiter steigerte. Die Lage in den Internierungslagern auf Zypern war daher auch zunehmend angespannt.
Seit der La-Spezia-Affäre wurde die britische Mandats- und Judenpolitik von der Weltöffentlichkeit mit erhöhter Aufmerksamkeit beobachtet.

## Operation Oasis

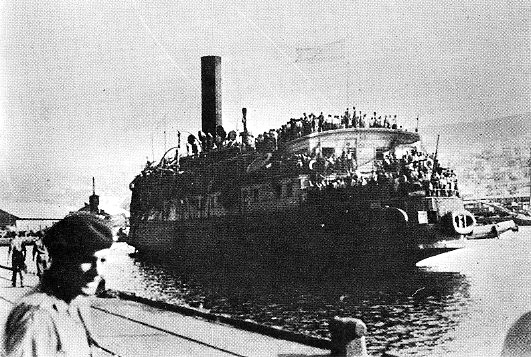
Die Exodus bei der Ankunft in Haifa

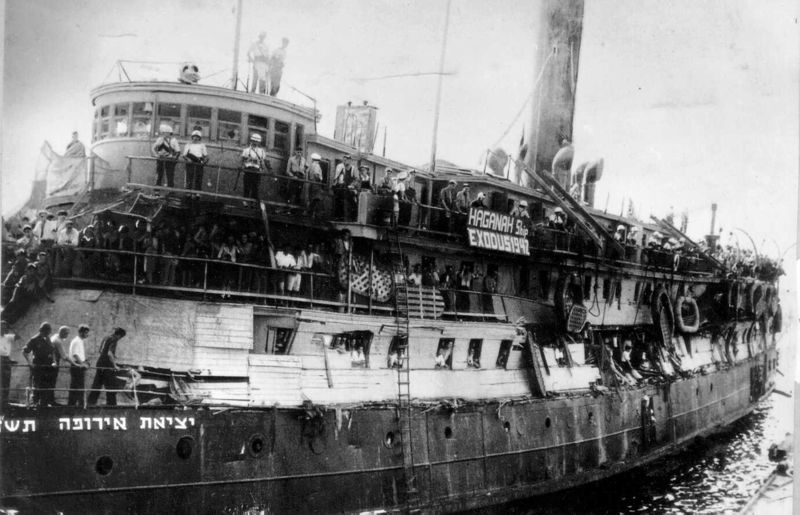
Die von den Briten aufgebrachte Exodus im Hafen von Haifa. Deutlich erkennbar die britischen Soldaten auf dem Oberdeck und die bei den Übernahmekämpfen stark beschädigte Seitenwand.

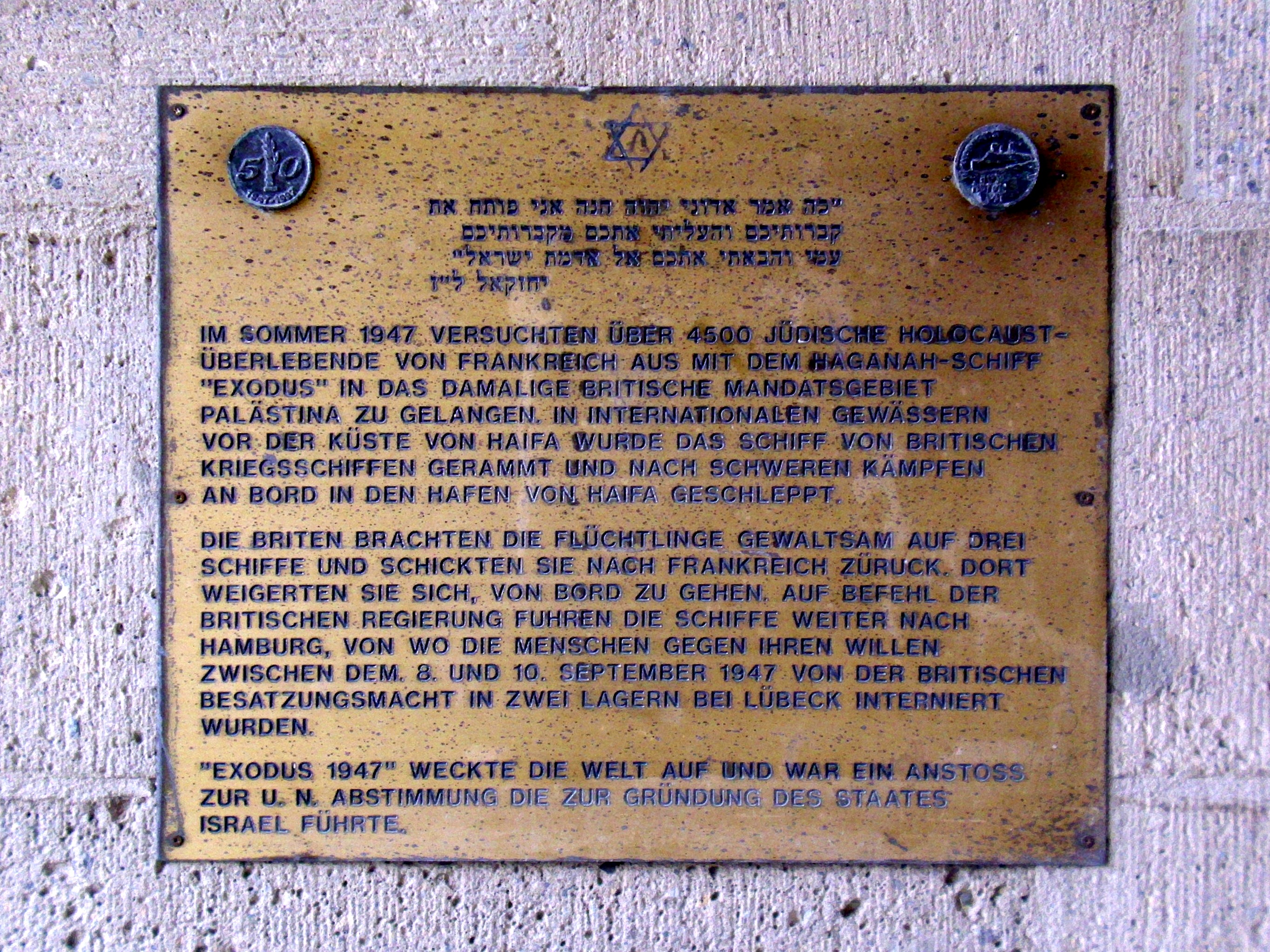
Gedenktafel an den Landungsbrücken

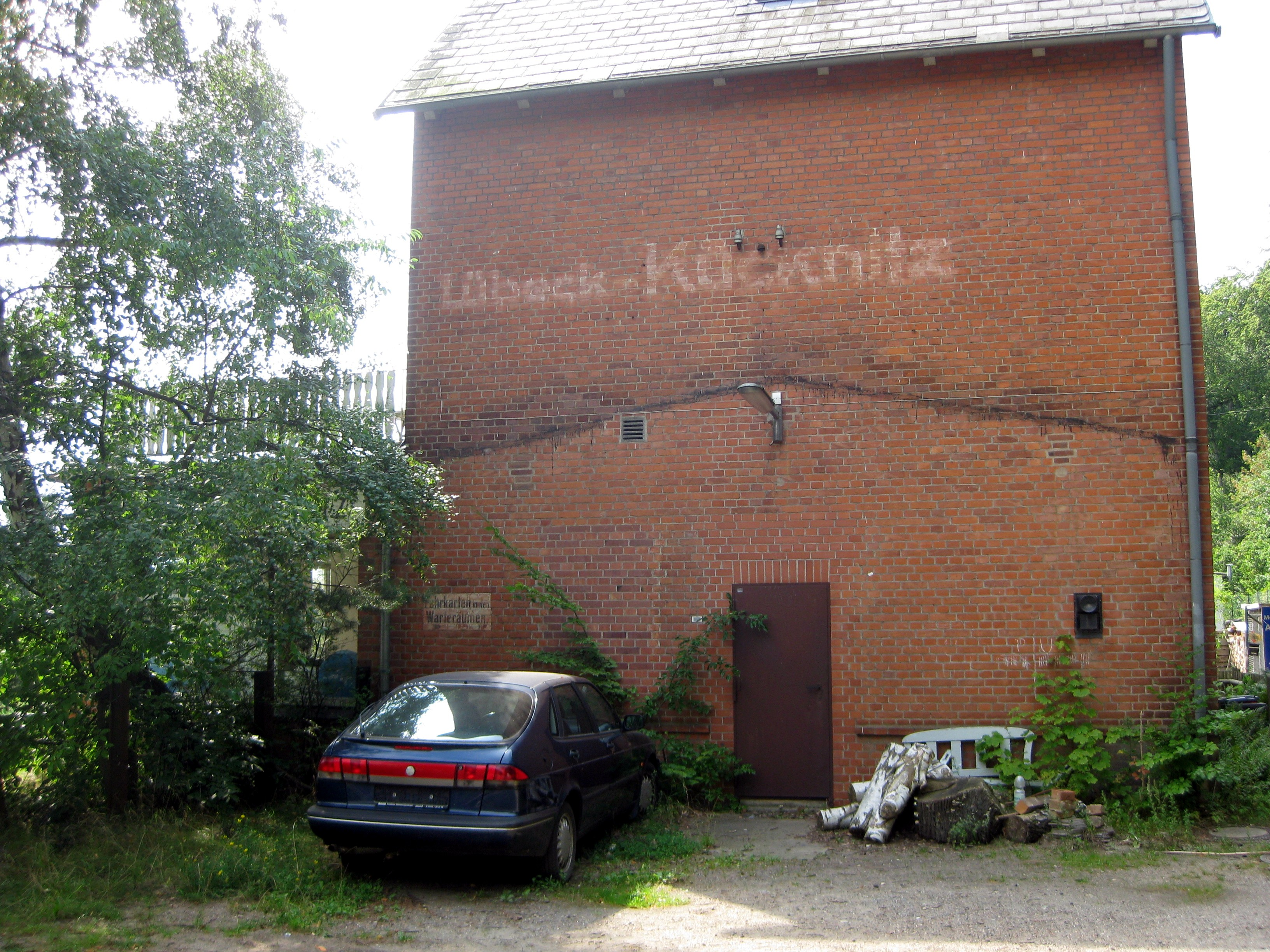
Ehem. Bahnhofsgebäude Lübeck-Kücknitz

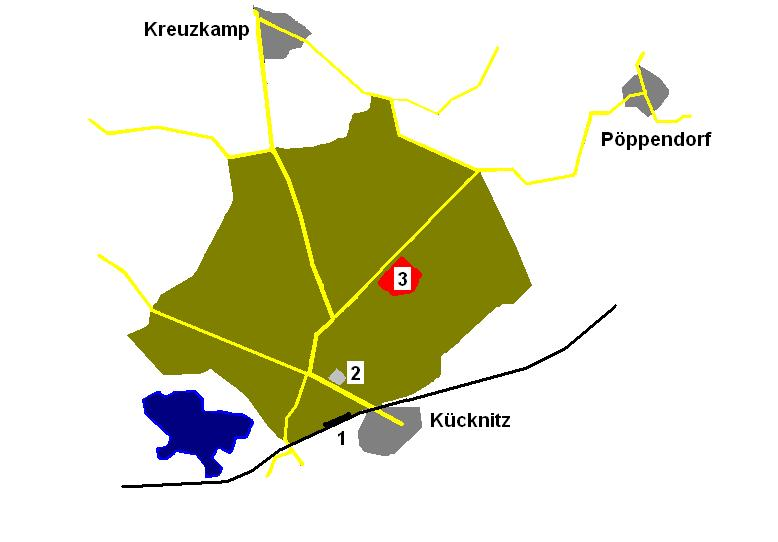
Lageplan des Waldhusener Forstes. 1=Bahnhof Kücknitz, 2=Forsthaus Waldhusen, 3=Lager Pöppendorf.

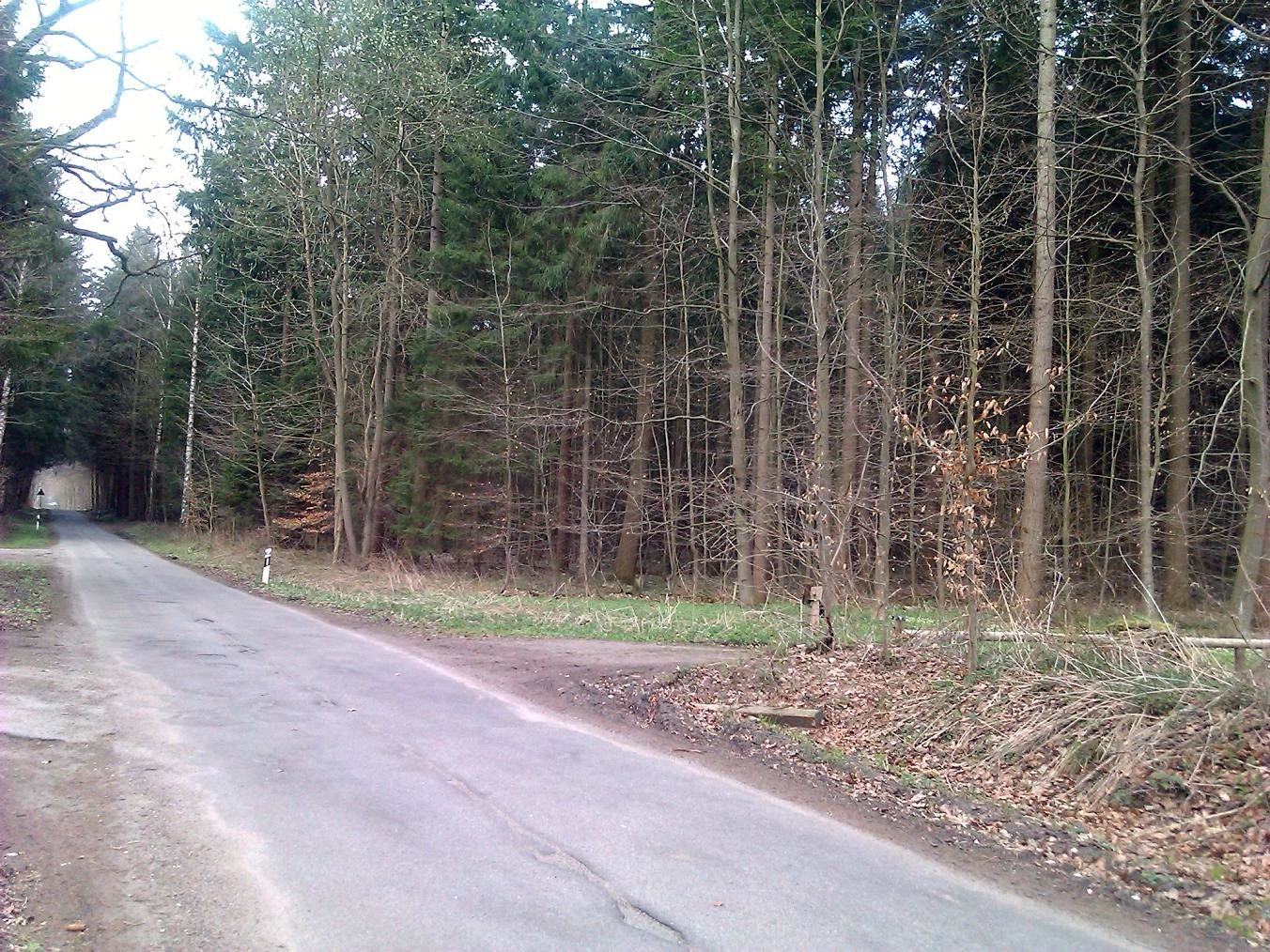
Straße vom Forsthaus Waldhusen durch den Waldhusener Forst nach Pöppendorf. Der Nadelwald rechts der Straße bedeckt das Gelände des ehemaligen Lagers Pöppendorf.

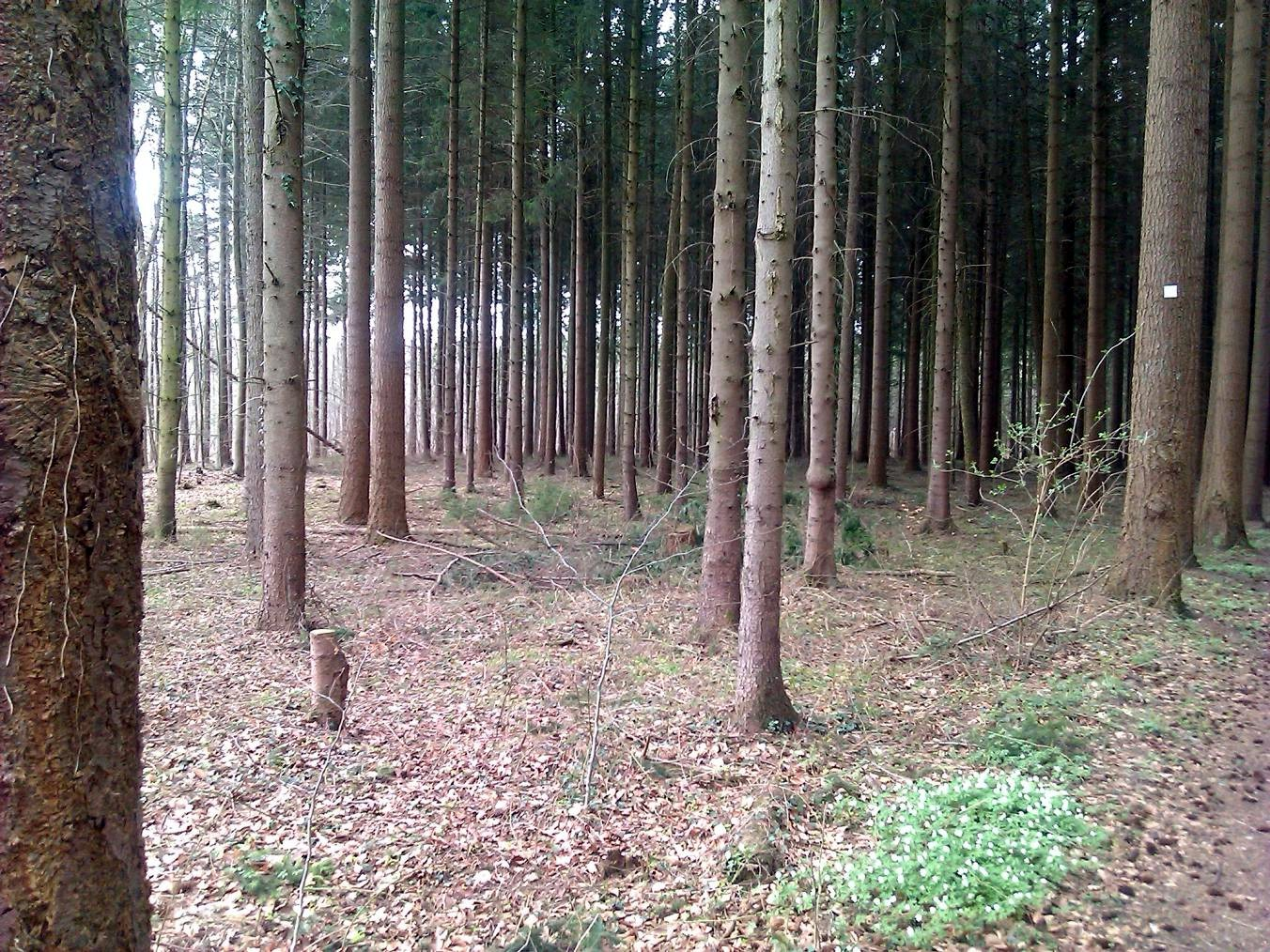
Auf dem ehemaligen Lagergelände

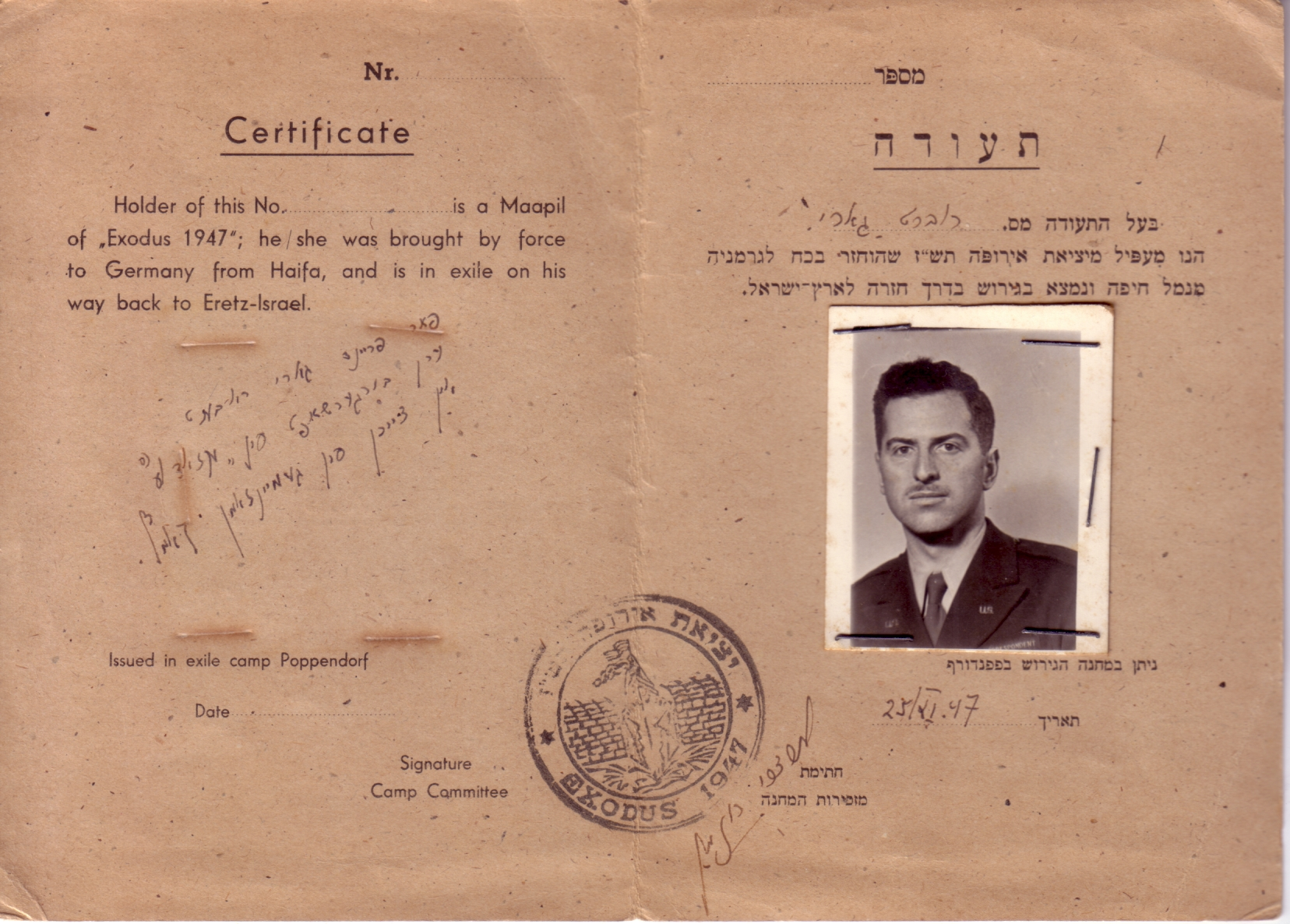
Ab dem 6. Oktober wurden für die Exodus-Passagiere neue Papiere ausgestellt, mit denen sie die Lager verlassen durften

Mit der Operation Oasis, der Rückführung der illegalen Einwanderer in das Land ihrer Abreise, sollte die untragbare Lagersituation auf Zypern entschärft werden. Gleichzeitig erhoffte man sich in der britischen Administration einen zusätzlichen Abschreckungseffekt und damit endlich die erhoffte Auswirkung auf den Flüchtlingsstrom. Das erste und letztlich einzige durch die Operation Oasis betroffene Flüchtlingsschiff war die Exodus.

### Rückfahrt nach Europa
In den frühen Morgenstunden des 18. Juli 1947 wurde die Exodus etwa 20 km vor Gaza von den Briten aufgebracht und nach Haifa geführt. Mit dem Transfer der Passagiere der Exodus auf die drei Deportationsschiffe Ocean Vigour, Runnymede Park und Empire Rival begann am selben Tag die Durchführung der Operation Oasis. Obwohl auf den Deportationsschiffen wesentlich weniger Passagiere untergebracht wurden als auf der Exodus, herrschte auch dort drangvolle Enge. Viele Passagiere hatten kein Bett zur Verfügung und schliefen auf dem Boden. Die Juden rechneten damit, wie die Passagiere der vorangegangenen aufgebrachten Flüchtlingsschiffe in Internierungslager nach Zypern gebracht zu werden. Gerüchte über einen anstehenden Rücktransport nach Frankreich sorgten für zunehmende Unruhe unter den Passagieren. Als das Ziel der Fahrt Gewissheit wurde, machten sich die Juden mit lautstarker Empörung Luft.
Am 29. Juli erreichten die Schiffe Port-de-Bouc. Die Briten planten, die Flüchtlinge mit Gewalt von den Schiffen zu bringen, wogegen die französische Regierung intervenierte. So wurde versucht, die Juden zur freiwilligen Ausschiffung zu bewegen, indem die Bedingungen an Bord bei der zu dieser Zeit herrschenden Hitzewelle vorsätzlich verschlechtert wurden. Gleichzeitig lockte die französische Regierung mit Asyl, was Freiheit und Arbeit bedeutete. Die britischen Schiffe durften nicht unbegrenzt in französischen Gewässern ankern; daher wurde am 21. August mit dem Kommunique Nr. 127 ein Ultimatum gesetzt:

“It being obviously impossible for three British transport ships to anchor for an indefinite period in French inshore waters, it has been decided that if the Jews do not begin to disembark before 6 p.m. [British Summer Time] on 22nd August, the ships will sail to the British Zone in Germany, where the passengers will be immediately disembarked. This is the only territory under British jurisdiction, excluding Cyprus and Palestine, in which such a large number of people may be adequately accommodated and cared for within a reasonable amount of time.”

„Da es offensichtlich für drei britische Transportschiffe unmöglich ist, für unbestimmte Zeit in französischen Küstengewässern zu ankern, wurde beschlossen, dass, wenn die Juden nicht vor dem 22. August 6 Uhr nachmittags (britische Sommerzeit) mit dem Ausbooten beginnen, die Schiffe nach der britischen Zone in Deutschland weiterfahren, wo die Passagiere sofort ausgebootet werden. Dies ist das einzige Territorium unter britischer Zuständigkeit außerhalb von Zypern und Palästina, in dem mit vertretbarem Zeitaufwand eine solch große Anzahl Menschen angemessen untergebracht und versorgt werden kann.“

Doch auch diese Androhung bewog nicht viele Juden, die Schiffe zu verlassen. Sie konterten mit einem eintägigen Warn-Hungerstreik und der Parole „Entweder das Land Israel, oder der Tod auf den Schiffen“. Nach Ablauf der Frist hatten nur 130 (andere Quellen nennen 60 bzw. 103) vorwiegend alte und gebrechliche Personen das Asylangebot angenommen und die Schiffe verlassen. Am Abend des 22. August lichteten die Schiffe die Anker mit Kurs Hamburg. In Gibraltar wurde am 25. August die Fahrt unterbrochen, da durch den Druck der internationalen Medien das britische Parlament den Beschluss, die Juden in der Britischen Besatzungszone Deutschlands zu internieren, noch einmal diskutierten wollte. Nach fünftägiger Beratung wurde der Beschluss bestärkt und die Weiterfahrt der Schiffe angeordnet.
Am Morgen des 8. Septembers erreichten die Schiffe unter Begleitung von drei Zerstörern und mehreren Schnellbooten den Hamburger Hafen. Ein Schiff nach dem anderen legte – wahrscheinlich – am Petersenkai beim Schuppen 29 an, der mit Stacheldrahtbarrieren weiträumig abgeriegelt war. Dennoch wurde die Ankunft der Schiffe von rund zweihundert Journalisten beobachtet, die weltweit an Zeitungen berichteten. Die zum Teil gewaltsame Evakuierung der Schiffe Ocean Vigour und Runnymede Park durch annähernd eintausend britische Soldaten, durch die 24 Flüchtlinge ernstlich verletzt wurden, schürte das Entsetzen ob der Brutalität, mit der die Briten ihre Politik durchsetzten. Die Passagiere der Runnymede Park weigerten sich, von Bord zu gehen, und „verbarrikadierten sich in den Laderäumen. Ein Ultimatum der Briten, das Schiff freiwillig zu verlassen, wurde abgelehnt. Englische Soldaten gingen daraufhin an Bord, um mit Tränengasbomben und Wasserschläuchen zu erzwingen, was sonst nicht zu erreichen war.“ Das Erscheinungsbild der Flüchtlinge, die größtenteils seit 59 Tagen die extremen Bedingungen an Bord der verschiedenen Schiffe durchlebt hatten, ergänzte die Wirkung.
Zur allgemeinen Überraschung verließen alle Passagiere der Empire Rival das Schiff freiwillig. Bei einer anschließenden Durchsuchung des Schiffes wurde eine Bombe mit Zeitzünder entdeckt, die offensichtlich bereits in Frankreich an Bord geschmuggelt worden war. Damit sollte das Deportationsschiff nach der Evakuierung zerstört werden. Die Bombe wurde in nahegelegene Marinebaracken gebracht; doch noch vor dem Eintreffen des Kampfmittelräumdienstes löste der Zeitzünder die Detonation aus.
Aus Solidarität demonstrierten 4000 Bewohner des DP-Lagers Belsen-Hohne gegen die Ausbootung der Exodus-Juden in Hamburg. 400 weitere Lagerbewohner aus Belsen-Hohne reisten nach Hamburg und versuchten, auf den abgesperrten Petersenkai zu gelangen, woran sie von der deutschen Polizei gehindert wurden.
Die Juden wurden in Eisenbahnwagen gebracht, die zuvor als Truppentransporter eingesetzt worden waren; dabei wurde Musik über Lautsprecheranlagen übertragen. Die leeren Waggons mit vergitterten Fenstern sowie die Begleitmusik riefen vielfach Erinnerungen an die Judendeportation im Dritten Reich und die Ankunft in verschiedenen Konzentrationslagern hervor. Die Juden wurden mit der Eisenbahn nach Lübeck-Kücknitz transportiert. Im dortigen Bahnhof, der gleich wie der Petersenkai mit Stacheldrahtzäunen abgeriegelt war, mussten die Flüchtlinge auf LKW umsteigen und wurden weiter in die beiden Lager Pöppendorf und Am Stau befördert.
Das Medienecho war zweigeteilt. Während britische Medien und Zeitungen unter britischem Einfluss die Zurückhaltung, Fairness und Menschlichkeit der britischen Soldaten sowie den gewaltsamen Widerstand der Juden betonten, berichteten zahlreiche andere Journalisten über das brutale Vorgehen britischer Soldaten, den vielfachen passiven Widerstand der Juden und die Parallelen zwischen dem britischen Verhalten und Vorkommnissen im Nationalsozialismus. Auch sammelten amerikanische Journalisten Unterschriften für ein Protesttelegramm an Präsident Truman. Von britischer Seite wurde den kritisch berichtenden Medien gezielte antibritische Hetze vorgeworfen.

### Lager Pöppendorf und Am Stau

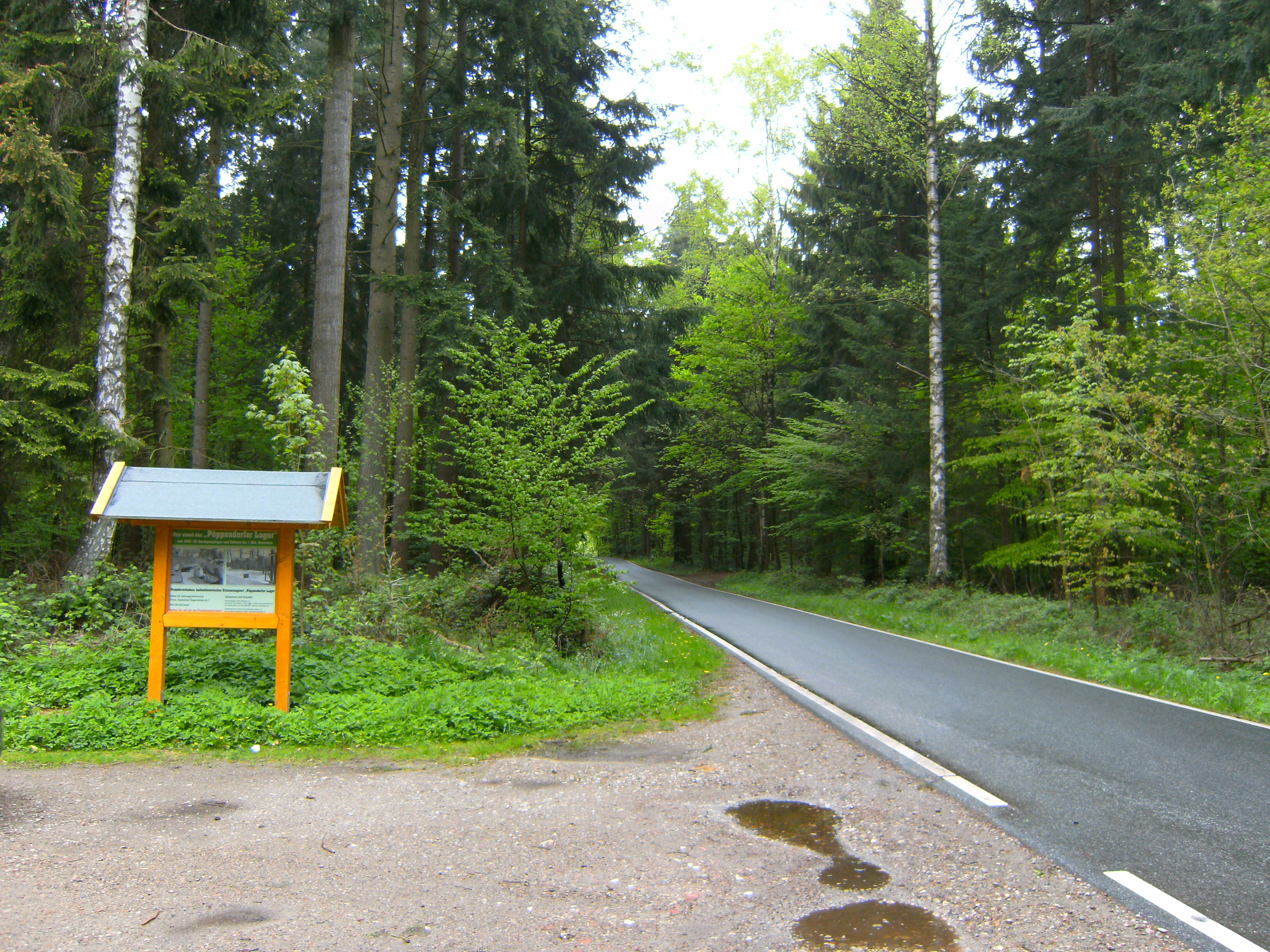
Lager Pöppendorf auf dem Parkplatz im Waldhusener Forst an der Straße vom Forsthaus Waldhusen Richtung Pöppendorf. Erinnerungstafel und Straße.

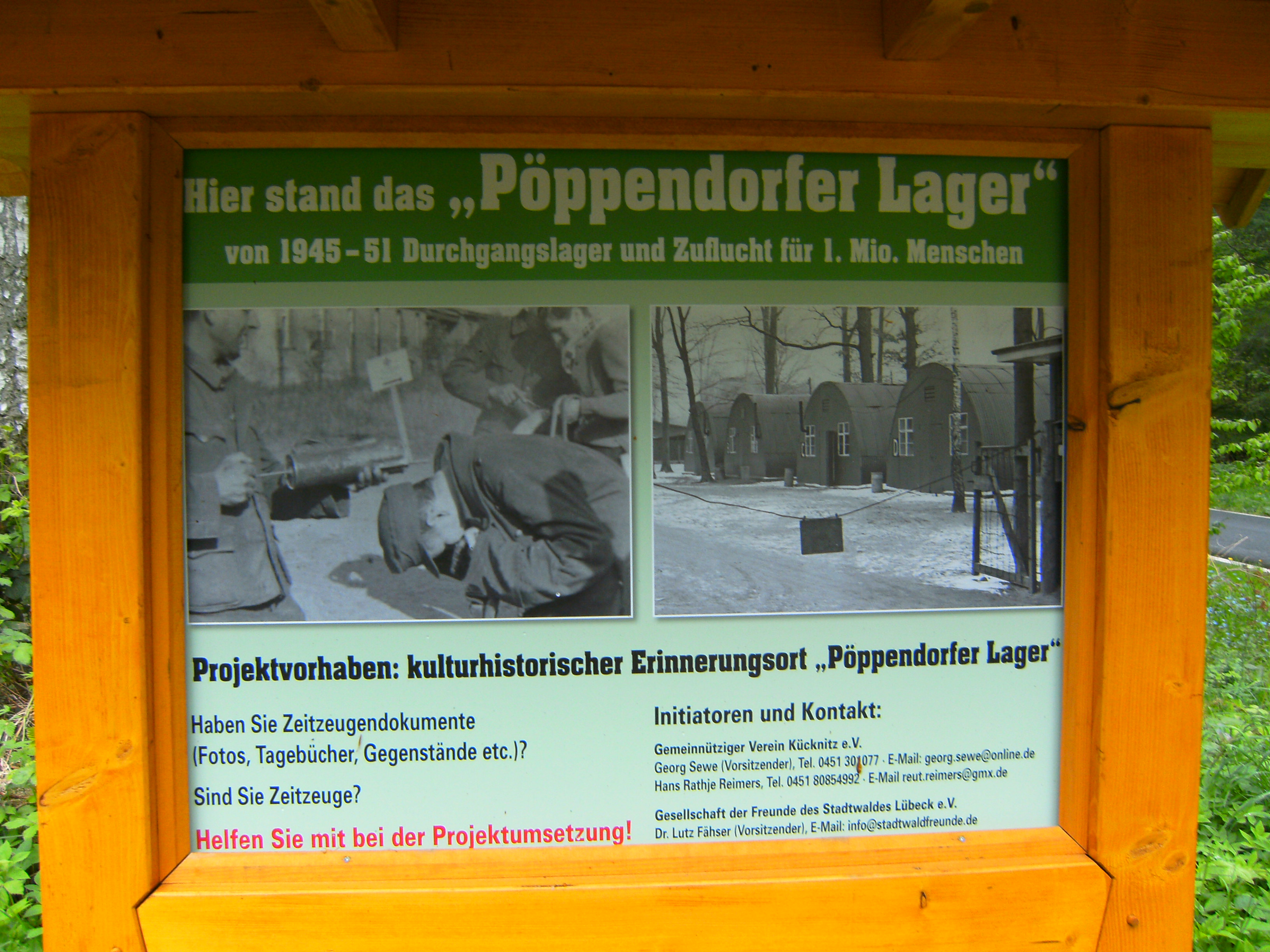
Erinnerungstafel

Das Lager Pöppendorf im Waldhusener Forst lag 800 m vom Bahnhof Kücknitz entfernt, an der Straße vom Forsthaus Waldhusen nach Pöppendorf. Das Lager wurde im Juli 1945 als Internierungslager für Wehrmachtsangehörige errichtet. Danach wurde es ab November 1945 als Durchgangslager für deutsche Flüchtlinge aus den Ostgebieten genutzt. Mit insgesamt über 500.000 Ostflüchtlingen während der Existenz des Lagers war Pöppendorf das größte Lager in Schleswig-Holstein.
Das Lager Am Stau war ein ehemaliges SS- und Zwangsarbeiterlager auf der Herreninsel, das im Sommer 1947 für polnische Displaced Persons genutzt wurde.
Bereits am 19. August, und damit drei Tage bevor die drei Deportationsschiffe von Port-de-Bouc abfuhren bzw. zwei Tage bevor das Ultimatum gestellt wurde, wurden die Vorbereitungen eingeleitet, um die beiden Lager für die Aufnahme der jüdischen Flüchtlinge vorzubereiten. Die Lagerinsassen wurden auf andere DP-Lager verteilt, und von britischen Pionieren wurden die Lager mit doppeltem Stacheldrahtzaun und Wachtürmen mit Scheinwerferanlagen umgeben. Neben den Lagerbaracken und Hütten wurden zusätzliche Zelte aufgebaut. Der Lübecker Senat protestierte am 23. August erfolglos gegen die zusätzliche Belastung für die mit Flüchtlingen überfüllte Stadt.
Am Abend des 9. Septembers waren von den ursprünglich 4554 Exodus-Juden 4319 Menschen in den beiden Lagern einquartiert. Von der UN-Organisation IRO wurde ihnen der Status als Displaced Persons angeboten, was eine bessere Lebensmittelversorgung bedeutet hätte. Doch das Angebot wurde ausgeschlagen, da dies als Aufgabe des Status als Auswanderer nach Palästina empfunden wurde. Zur Bekundung ihres ungebrochenen Willens, nach wie vor nach Palästina auszureisen, organisierten die Juden Demonstrationen in den Lagern. Von der britischen Lagerverwaltung unbemerkt, wurden Hagana-Kontaktpersonen in die Lager eingeschleust, die den Kontakt zum jüdischen Zentralkomitee in Belsen aufrechterhielten. Eine dieser Kontaktpersonen, Benjamin Gruszka, wurde gar von der Lagerleitung als Dolmetscher eingesetzt. Bei der Übersetzung ließ er kleine Informationen einfließen, die den Juden deutlich machten, welche Anweisungen der Lagerverwaltung sie nicht befolgen sollten. So konnte, von den Briten unbemerkt, der Widerstand koordiniert werden. Ein Mittel des Widerstands war die Verweigerung der persönlichen Daten wie Name, Alter und Herkunft. Dadurch scheiterten die Briten letztlich mit ihrem Versuch, die Exodus-Juden zu registrieren.
Am 15. September wurde ein jüdisches Lagerkomitee unter der Leitung von Mordechai Rosmann gewählt. Das Komitee war einerseits Ansprechpartner für Lagerverwaltung und Lagerpersonal, andererseits Organisator für fast täglich stattfindende Protestdemonstrationen gegen die Briten. Unter der Leitung des Komitees wurde das Leben in den Lagern mehr und mehr von den Juden selbst organisiert, einschließlich medizinischer Versorgung, Kindergarten, schulischer Bildung für Kinder wie Erwachsene sowie kulturelle Angebote wie Kino, Musik und eine eigene Lagerzeitung. Am 25. September wurde das bereits in Port-de-Bouc unterbreitete Angebot der französischen Regierung erneuert, die Juden in Frankreich aufzunehmen. Verbunden war das Angebot mit der Zusage einer deutlich verbesserten Lebensmittelversorgung (2800 kcal pro Tag); zudem wurde die reguläre Lebensmittelversorgung für die Lagerinsassen am 1. Oktober auf 1500 kcal täglich reduziert. Dennoch wurde dieses Angebot der freien Ausreise nach Frankreich nicht angenommen.
Nachdem alle Versuche, die Exodus-Juden zu registrieren, gescheitert waren, wurde dieses Vorhaben von den Briten aufgegeben. Ab Anfang Oktober wurden die Wachtürme und Scheinwerferanlagen abgebaut, die nach britischer Darstellung nur für die Dauer der Registratur vorgesehen waren. Auf Bitten des jüdischen Komitees wurde der doppelte Stacheldrahtzaun nicht abgebaut, sondern blieb zum Schutz der Lager erhalten. Nach mehreren antisemitischen Äußerungen durch Lübecker Bürger und Offizielle und selbst in der lokalen Presse wurde eine solche Schutzmaßnahme als nötig empfunden. Am 6. Oktober wurde die Lagerleitung dem Komitee übertragen, und die britischen Wachposten wurden vollständig abgezogen. Die Juden erhielten neue Papiere und das Recht, die Lager zu verlassen. Von dieser Möglichkeit machte nur ein Teil der Lagerbewohner Gebrauch. Da die Lager Pöppendorf und Am Stau mit ihren einfachen Hütten und Wohnzelten nicht winterfest waren, wurde von der britischen Verwaltung die Verlegung der Bewohner nach Emden und Wilhelmshaven angeordnet. Das jüdische Lagerkomitee stimmte dieser Anordnung zu. Vom 2. bis 5. November wurden 2342 Bewohner des Lagers Pöppendorf per Eisenbahn in die ehemalige Kaserne nach Emden gebracht, die rund 1550 Bewohner des Lagers Am Stau in das Marinelager nach Wilhelmshaven-Sengwarden.
Am 5. November waren die letzten Exodus-Passagiere in die neuen Unterkünfte umquartiert. Die Lager Pöppendorf und Am Stau wurden danach umfangreich renoviert und standen ab dem 17. November wieder als Durchgangslager für Ostflüchtlinge zur Verfügung. Pöppendorf wurde bis zum Sommer 1950 als Flüchtlingsdurchgangslager genutzt. Danach wurde das Lager abgerissen; heute erinnern nur noch eine Gedenktafel im Waldhusener Forst und die Grabstätten der in Pöppendorf verstorbenen Kinder auf dem Jüdischen Friedhof im 18 km südwestlich liegenden Lübeck-Moisling an das Lager. Das Gelände des ehemaligen Lagers ist heute ein dichter Nadelwald.

### Lager Emden und Sengwarden

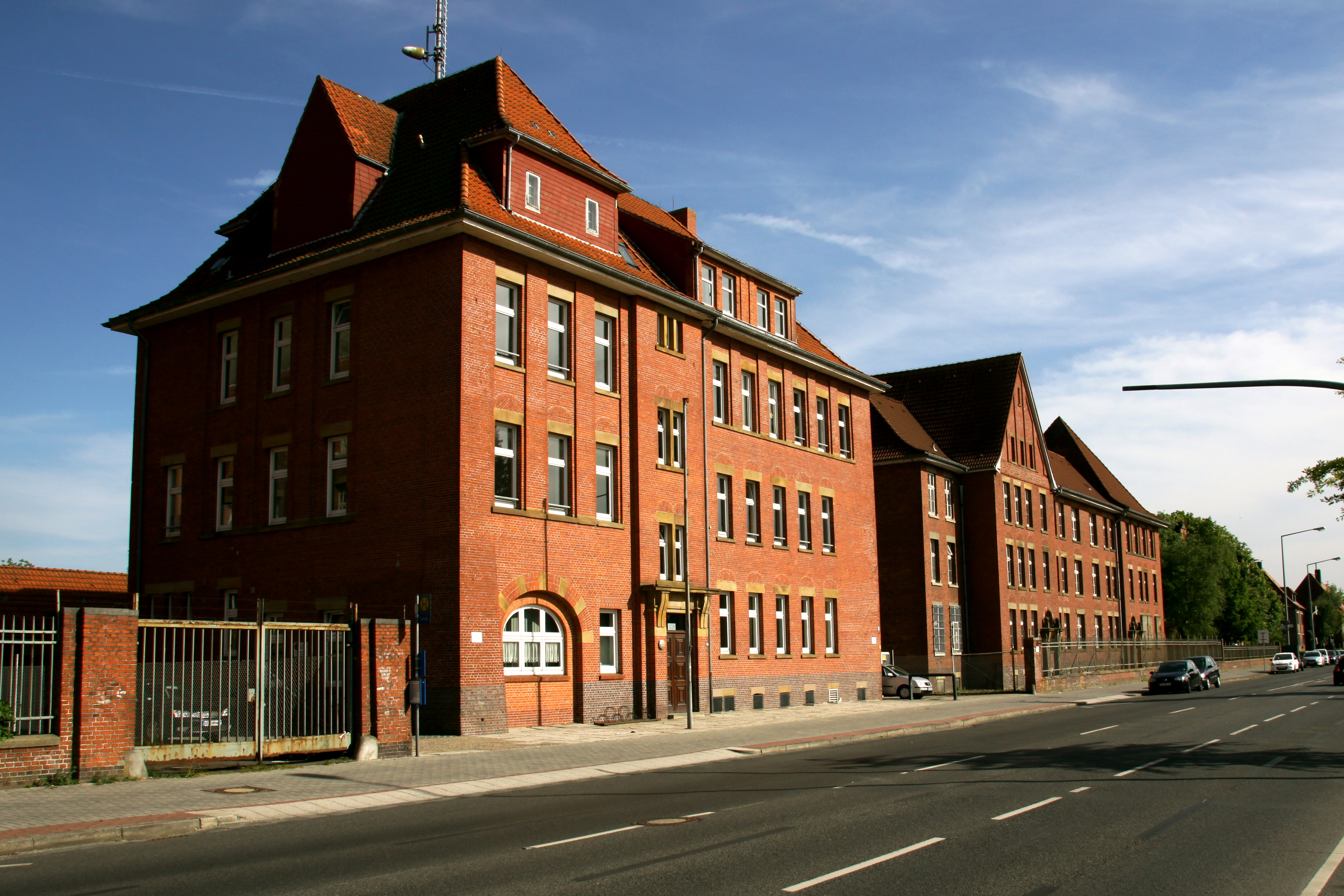
Ehemalige Karl von Müller-Kaserne (2011)

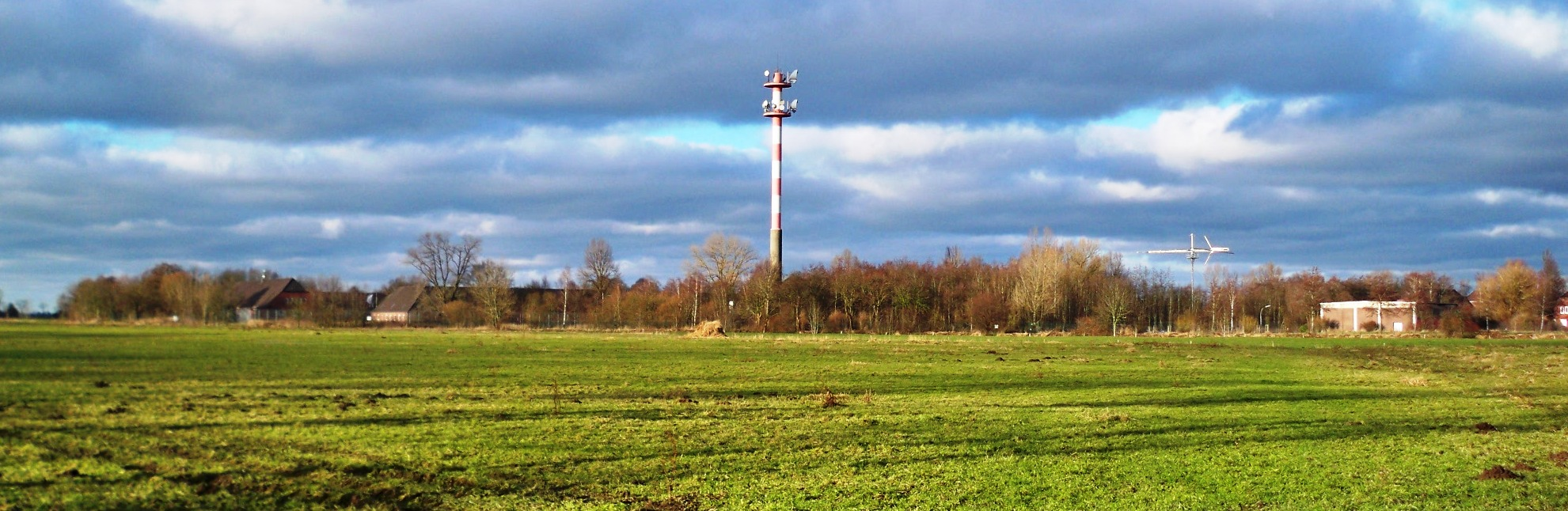
Admiral Armin Zimmermann-Kaserne (2010)

Die Exodus-Juden wurden nach Emden in die Karl von Müller-Kaserne an der Auricher Straße und in das ehemalige Marinelager Wilhelmshaven-Sengwarden, der heutigen Admiral Armin Zimmermann-Kaserne, gebracht. Die in der Emder Kaserne einquartierten polnischen Besatzungstruppen wurden dafür in andere Quartiere umgesiedelt. Die Fahrt von den Lagern Pöppendorf und Am Stau bis zum Bahnhof Bad Schwartau wurde wieder mit britischen Militär-LKWs vorgenommen, von da an mit der Eisenbahn. Die Flüchtlinge protestierten erfolgreich dagegen, unter der Bewachung von bewaffneten Soldaten und in vergitterten Waggons zu reisen. Die Wachen wurden abgezogen und die Drahtverhaue vor den Zugfenstern entfernt. Die Platzverhältnisse in den neuen Unterkünften waren weiterhin sehr beengt; viele mussten zu zweit in einem Bett schlafen. Doch mit festen Gebäuden, ordentlichen Betten und Zentralheizung waren die Bedingungen erheblich besser.
Die jüdische Selbstverwaltung wurde auch in Emden und Sengwarden fortgeführt. Die Organisation entsprach der in den Kibbuzim; daher bezeichneten die Juden das Lager Emden als Kibbuz „Ha Bokeja“. Die Vorbereitung auf die Einreise nach Palästina, gleich ob auf legalen oder illegalen Wegen, wurde intensiv vorangetrieben und von der Hagana tatkräftig unterstützt. Da die Briten auch die Ehepartner von legal zugelassenen Einwanderern nach Palästina einreisen ließen, wurden zahlreiche Scheinehen geschlossen. Allein am 30. Dezember 1947 fanden neun Trauungen im Lager Emden statt. Auch mit gefälschten Ausweispapieren gelangten viele Exodus-Juden über Holland und Belgien nach Marseille und weiter nach Palästina. Dort wurden die Ausweispapiere an die Hagana weitergegeben, die sie umfälschte und nach Emden zurückbrachte. Auf den Flüchtlingsschiffen, die nach wie vor Richtung Palästina fuhren, erhielten die ehemaligen Exodus-Passagiere den Vorrang. Bis April 1948 waren nur noch rund 1800 Exodus-Juden in Emden und Sengwarden.
Die Lager in Emden und Sengwarden waren nicht abgesperrt; die Bewohner konnten sich frei in den Städten bewegen. Durch die gute Versorgungslage der Juden, die häufig besser als die der deutschen Bevölkerung war, führten selbst diese sehr freien Internierungsbedingungen nicht zu einem schnelleren Abwandern. Über Tausch- und Schwarzhandel sowie Dienstleistungen entstanden zum Teil enge Kontakte mit der benachbarten deutschen Bevölkerung. Auf dem Kasernengelände verbrachten jüdische und deutsche Kinder und Jugendliche viel gemeinsame Zeit.
Mit der Unabhängigkeit und Staatsgründung Israels am 14. Mai 1948 entfielen alle Restriktionen gegenüber den Juden. Dennoch dauerte es noch längere Zeit, bis die Exodus-Passagiere in das vom Unabhängigkeitskrieg belastete Land ausreisen konnten. Die Lager Emden und Sengwarden wurden ab Juli 1948 geräumt; die verbliebenen Bewohner wurden in andere Lager umquartiert, aus denen sie schneller nach Israel auswandern konnten. Wenige Juden wanderten auch nach Schweden oder in die USA aus. Die Lager Emden und Sengwarden wurden im August 1948 geschlossen. Damit war die Operation Oasis, die seit September 1947 nicht weiterverfolgt wurde, beendet. Der letzte amtliche Eintrag zur Operation Oasis war vom Juli 1948 und benannte den Verlust von 105 Schlagstöcken im Wert von 255,38 Reichsmark. Die Schlagstöcke, die die Briten für die Ausschiffung der Juden von der Hamburger Polizei geliehen hatten, mussten nun ersetzt werden.

## Auswirkungen
Durch die Operation Oasis erhielt Großbritannien durch die unsensibel und herzlos strikte Bürokratie von der Weltöffentlichkeit ein desaströses Echo und stand in sehr schlechtem Licht da. Selbst der engste Verbündete, die USA, distanzierte sich zunehmend. Die weltweite Entrüstung führte zu einer zunehmenden Sympathie für den künftigen Judenstaat, die sich auch auf das UNSCOP auswirkte. Um den außenpolitischen Schaden zu begrenzen, wurde die Operation Oasis nicht weiter verfolgt und wurden keine weiteren Flüchtlinge mehr nach Europa zurückgebracht. Diese Kursänderung in der Politik wurde jedoch nicht öffentlich verkündet. Der Mossad le Alija Bet fürchtete daher weiterhin die Deportation nach Europa und ordnete für die Flüchtlingsschiffe eine Änderung der Widerstandsstrategie hin zum passiven Widerstand an. Damit sollten außer der befürchteten Rückführung nach Europa auch weitere Tote und Verletzte vermieden werden. Dennoch war bereits auf dem ersten Flüchtlingsschiff nach der Exodus-Affäre, der Af-Al-Pi-Chen (hebräisch für „Trotzdem“, in Anlehnung auf die Exodus-Affäre und als Bekräftigung, die illegale Einwanderung weiter zu betreiben), wiederum ein Todesopfer zu beklagen.
Um der Flüchtlingsmassen Herr zu werden, richteten die Briten auf Zypern weitere Internierungslager ein. Die Lasten der Internierung, der internationalen Kritik und Isolierung sowie der anhaltenden Probleme in Palästina verstärkten und beschleunigten die Bemühungen der britischen Regierung, die bereits am 14. Februar 1947 angekündigte Aufgabe des Mandats umzusetzen. Keine drei Monate nach der Exodus-Affäre wurde auf der UNO-Vollversammlung das Mandatsende zum 14. Mai 1948 und die Teilung Palästinas in einen arabischen und einen jüdischen Staat beschlossen.